# Aleksander Wielhorski (zm. 1642)
Aleksander Wielhorski herbu Kierdeja (zm. 1642) – wojski łucki w latach 1625–1642.
Poseł na sejm 1625 i 1627 roku z województwa wołyńskiego. W 1627 roku jako poseł wyznaczony jako lustrator królewskich dóbr stołowych do Kijowa, Bracławia i Podola. Był elektorem Władysława IV Wazy z województwa wołyńskiego w 1632 roku. W 1634 roku był posłem na sejm z województwa wołyńskiego. 
Deputat na Trybunał Główny Koronny z województwa wołyńskiego w 1605, 1613, 1620, 1625, 1636/1637 roku.
Był katolikiem, przypuszczalnie wcześniej mógł być unitą.